# Daniel Forelius
Daniel Forelius; (Estocolmo, Suecia, 1788 - Valparaíso, Chile, 1837). Llegó a Valparaíso en 1822, huyendo de su tierra natal por haber cometido un desfalco al reino de Carlos XIV Bernadotte, escogido por Napoleón para gobernar Suecia.
En Chile, ingresó al ejército como teniente del batallón Nº 7, y acompañó la expedición a Arica, pero fue separado de su compañía y enviado a Lima, donde tomó parte en el sitio de Callao, en la expedición auxiliadora del ejército de Simón Bolívar. A su regreso, fue secretario del Gobernador de Chiloé.
Elegido Diputado representante de Ancud, Castro y Quinchao (1824-1825 y 1825-1826), secretario de la Asamblea Provincial de Chiloé (1826) y nuevamente Diputado, esta vez por Concepción y Talcahuano (1827-1828).
Fue elegido Senador por Chiloé, pero no alcanzó a jurar ya que Pedro Ovalle y Landa solicitó declarar nula la elección de Forelius pues éste era de origen sueco, y en ese entonces, el Senado era solo reservado de nacionales.
En 1837 se radicó en Quillota, donde fue ayudante del Estado Mayor. Junto a otros oficiales fue acusado del complot que terminó en la muerte del ministro Diego Portales, y fue fusilado el 3 de junio de 1837.